# Granville Bantock
Granville Bantock, född 7 augusti 1868 i London, död 16 oktober 1946, var en engelsk kompositör. Bantock gjorde sig känd som dirigent, professor och för en lång rad klassiska kompositioner.
Han blev den förste innehavaren av Macfarrenstipendiet vid musikakademin i London 1889, och utgav 1893–1896 musiktidskriften The new quarterly musical review. År 1900 blev han direktör för musikskolan i Birmingham och 1908 professor inom musikfakulteten vid universitetet där.

## Verk (i urval)
- Orkesterverk
  - "Hebridean Symphony" (1915)
  - "Pagan Symphony" (1925-28)
  - "The Cyprian Goddess", Sinfonie Nr.3 (1938/39)
  - "Celtic Symphony" für 6 Harfen und Streichorchester (1940)
  - "Helena Variations" (1899)
  - "Six Tone Poems": 1. "Thalaba the Destroyer" (1900), 2. "Dante and Beatrice" (1901, rev. 1910), 3. "Fifine at the Fair" (1901), 4. "Hudibras" (1902), 5. "The Witch of Atlas" (1902), 6. "Lalla Rookh" (1902)
  - "Two Heroic Ballads" (1944)

- Verk för blåsorkester
  - "Oriental Rhapsody"
  - "Prometheus Unbound", symfonisk dikt (1936)
  - "Orion"
  - Comedy Overture "The Frogs"

- Operor
  - "Caedmar" (1893)
  - "The Pearl of Iran" (1894)
  - "The Seal-Woman" (1924)

- Baletter
  - "Aegypt" (1892)

- Vokalmusik
  - "Omar Khayyain", oratorium (1906)
  - "The Song of Songs", oratorium (1922)
  - "The Pilgrim's Progress", oratorium (1928)
  - "Song of Liberty" för kör och blåsorkester (1914)
  - "Vanity of Vanities", koralsymfoni
  - "Atalanta in Calydon", koralsymfoni

- Kammarmusik
  - Stråkkvartett c-moll (1899)
  - Sonat för violin
  - Sonat F-dur för Viola (1919)
  - Sonater för violincello (1924, Nr.1 b-moll, 1940, Nr.2 fis-moll, 1945)
  - Klavermusik